# Warwick, Georgia
Warwick är en ort i Worth County i Georgia. Orten har fått sitt namn efter Warwick i Rhode Island. Warwick hade 423 invånare enligt 2010 års folkräkning.